# Karl Gottlob Semisch

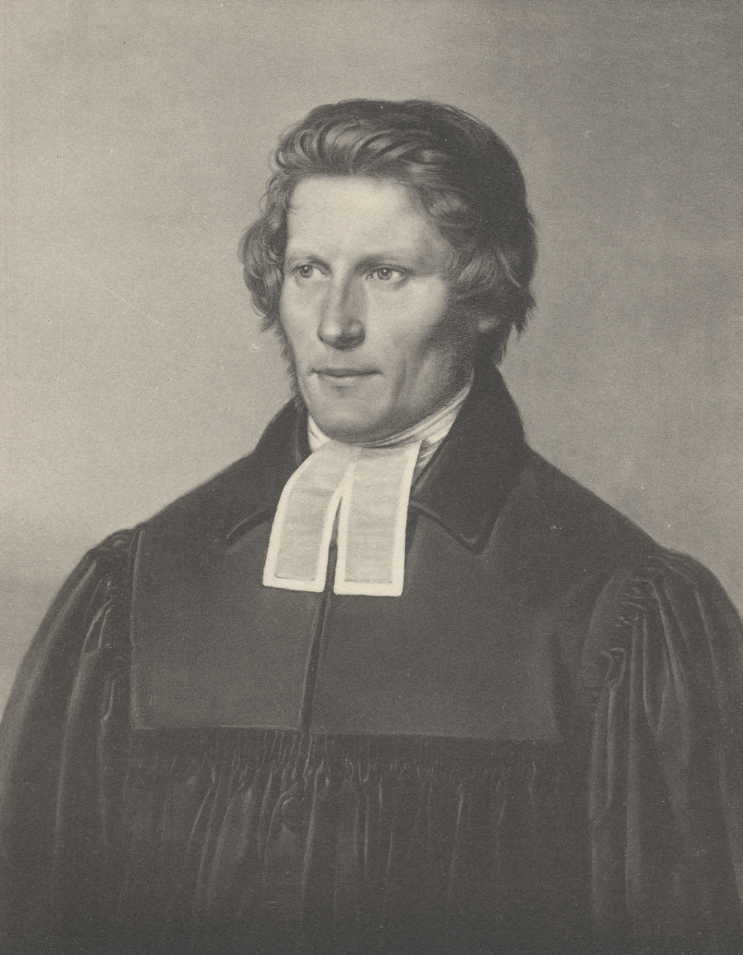
Karl Gottlob Semisch im Jahre 1848

Karl Gottlob Semisch (* 31. Dezember 1810 in Prettin, Landkreis Wittenberg; † 20. April 1888 in Berlin) war ein protestantischer Theologe.

## Leben
Als Sohn eines Zimmermanns aus ärmlichen Verhältnissen kommend, konnte Semisch trotzdem sechs Jahre lang das Gymnasium in Torgau besuchen. Nach dem Abitur studierte er Evangelische Theologie an der Universität Leipzig. Im Januar 1833 legte er an der Friedrichs-Universität Halle die erste theologische Prüfung ab. Im Herbst desselben Jahres ging er als Hauslehrer der Kinder seines Leipziger Professors August Hahn nach Breslau. Hier bestand er im Juni 1834 die zweite theologische Prüfung. Danach war er Hilfsprediger in Breslau, bis er 1838 eine Stelle als Diaconus in Trebnitz in Schlesien erhielt. Hier konnte er wissenschaftlichen Studien nachgehen und 1840/42 die zweibändige Monografie Justin der Märtyrer veröffentlichen.
Auf Grund dieser Arbeit wurde Semisch 1844 an der Universität Greifswald o. Professor für Theologie. 1850/51 war er Rektor  der Universität.
1855 wechselte er an die Schlesische Friedrich-Wilhelms-Universität Breslau. 1861 war er wiederum Rektor. 1866 ging Semisch schließlich nach Berlin. In der Hauptstadt des Königreichs Preußen war er Nachfolger Christian Wilhelm Niedners auf dem Lehrstuhl für Kirchengeschichte. Zugleich wirkte er im Konsistorium. Er starb im 79. Lebensjahr.